# Alfred Dost (Dichter)
Guido Alfred Dost (* 21. August 1859 in Niederrabenstein; † 29. Dezember 1929 in Schneeberg) war ein deutscher Bürgerschuloberlehrer, Komponist, Heimatkundler und Mundartdichter des westlichen Erzgebirges. Sein Bruder Bruno Dost wirkte wie er in Schneeberg.
Guido Alfred Dost besuchte von 1875 bis 1880 das königliche Seminar in Schneeberg und war nach Abschluss seiner Ausbildung als Lehrer, zuletzt im Rang eines Bürgerschuloberlehrers, an der Volksschule Schneeberg 48 Jahre bis zum Erreichen des Ruhestandes tätig. Verdienste erwarb er als Musikpädagoge und Komponist, aber auch als Mundartdichter und Heimatkundler.

## Werke
- Alte und neue Weihnachts- und Berglieder aus dem Erzgebirge, Schneeberg, Goedsches Buchhandlung, 1897

### Aufgezeichnete Lieder und komponierte Weisen
- Vor Weihnachten (erzgeb.)
- Dr Tärmer hot schu ahgezündt (Weise)
- Schneeberger Turmsängerlied (Weise)
- Lob, Preis und Dank und Ehr
- Die Heimfahrt (aus dem „Bergmannsgruß“, Weise)